# ミステリー・デイト
『ミステリー・デイト』（Mystery Date）は、1991年のアメリカ合衆国・カナダのコメディ映画。イーサン・ホーク、テリー・ポロ、ブライアン・マクナマラ出演。

## ストーリー
もうすぐ大学生になるトム・マクヒューは、近所に住むジーナ・マシューズに好意を持っていたが声をかける勇気がなく、ストーカーまがいの行為をしていた。そんななか、両親が毎年参加している犬のコンテスト会場に行くことになり、1人で留守番をしていたトムは家に帰ってきた兄のクレイグから、ジーナに告白してデートに誘うよう言われる。それでも躊躇するトムを見兼ねたクレイグは、彼の代わりにジーナへ電話してデートを申し込む。デートをしたことがないトムは失敗するのではないかと不安に思いながらも、約束の時間に備えてクレイグと一緒に身だしなみを整える。そしてクレイグがデートのセッティングをして準備完了したころ、花の配達屋のドワイトが誤ってクレイグが手配したリムジンにトラックをぶつけて使用できなくなる。するとトムは、テーブルに置かれたクレイグのオープンカーのキーを見つけ、その車で彼女を迎えに行くことにした。
ジーナの家に着いたトムは、彼女がデートしてくれるか心配していたが、質問の答えが気に入られてデートをしてもらえることになった。しかしクレイグの身分証と車を使っていたトムは、クレイグを逮捕しようとするアル・コンドン警部に捕まりそうになるが、トランクにギャングらしき死体があるのを見つけた直後、死体が持っていた銃が暴発して警部に命中してしまう。焦ったトムは、警部の死体をトランクに入れてクレイグに連絡を取ろうとするが、彼は家に帰っておらず話をすることができなかった。仕方なくクラブ・ボルテアに行くことを伝言に残し、ジーナとクラブに向かう。そのころ警部殺しの犯人としてクレイグが浮上し、マクヒュー宅では警察の家宅捜索が行われていた。そしてトムは、クレイグと間違われて警察に追われることになる。

## キャスト
| 役名                 | 俳優                         | 日本語吹替 |
| -------------------- | ---------------------------- | ---------- |
| トム・マクヒュー     | イーサン・ホーク             | 子安武人   |
| ジーナ・マシューズ   | テリー・ポロ                 | 小林優子   |
| クレイグ・マクヒュー | ブライアン・マクナマラ       | 江原正士   |
| ドワイト             | フィッシャー・スティーヴンス |            |
| ジェームズ・リュー   | B・D・ウォン                 | 真地勇志   |
| シャーピー           | トニー・ロサト               |            |
| ドヘニー             | ドン・S・デイヴィス          |            |
| 占い師               | ジェームズ・ホン             |            |
| 門番                 | ヴィクター・ウォン           |            |
| クルーリー           | ダンカン・フレイザー         |            |
| アル・コンドン警部   | ジェリー・ワッサーマン       |            |

- 日本語吹替：初回放送1997年1月20日 テレビ東京 『午後のロードショー』版

## スタッフ
- 監督：ジョナサン・ワックス
- 脚本：パーカー・ベネット、テリー・ルント
- 製作：キャスリーン・サマーズ
- 撮影監督：オリヴァー・ウッド
- プロダクションデザイナー：ジョン・ウィレット
- 編集：ティナ・ハーシュ,A.C.E.
- 衣裳デザイン：ジョリー・ウッドマン
- 音楽：ジョン・デュプレ
- 日本語字幕：菊地浩司
- 吹替翻訳：宮川桜子
- 吹替演出：春日一伸
- 吹替調整：山本洋平
- 吹替効果：高橋康夫
- 吹替担当：菅原有美子
- 吹替プロデューサー：渡辺一仁
- 吹替製作：テレビ東京、ムービーテレビジョンスタジオ